# Hårda tider (roman)
Hårda tider (engelska: Hard Times) är en roman från 1854 av Charles Dickens, hans tionde i ordningen. Boken granskar det engelska samhället vid tiden och lyfter fram dess sociala och ekonomiska svårigheter.

## Handling
Thomas Gradgrind tror starkt på fakta och rationalism. Han är en rik pensionerad köpman, som grundat en skola baserad på sin faktabaserade filosofi, där känslor och fantasi ses ned på. Hans barn Tom och Louisa går i skolan, tillsammans med Sissy Jupe, vars far arbetar på en kringresande cirkus. Sissy överges av sin far och tas in i Gradgrinds hushåll för att fostras i hans anda. Gradgrinds vän Josiah Bounderby är en rik fabriksägare, som en dag uppsöks av en av sina arbetare, Stephen Blackpool för rådgivning. Stephen är kär i en annan av arbetarna i fabriken, men kan inte gifta sig med henne eftersom han redan är gift. Mr. Bounderby uppmanar Stephen att han måste förbli i sitt äktenskap, eftersom han inte har någon ekonomi att tala om, trots att hans fru är alkoholiserad och behandlar honom illa.

## Huvudkaraktärer
- Thomas Gradgrind, pensionerad köpman som är hängiven rationella tankar och fakta.
- Mr. Bounderby, oärlig kvarnägare och vän till Gradgrind.
- Louisa Gradgrind, Gradgrinds dotter, som känner en tomhet i sitt liv.
- Cecilia "Sissy" Jupe, varm och glad, dotter till en cirkusclown.
- Thomas "Tom" Gradgrind, Gradgrinds son, som blir en självisk hedonist.
- Stephen Blackpool, fattig fabriksarbetare som kämpar med sin kärlek till en kollega.

### Övriga karaktärer
- Bitzer, en klasskamrat till Sissy.
- Rachel, en fabriksarbetare och vän till Stephen Blackpool, barndomsvän till Blackpools alkoholiserade och ofta frånvarande fru.
- Mrs. Sparsit, en änka som drabbats av svåra tider och är anställd av Bounderby.
- James Harthouse, en slö överklass herreman som försöker uppvakta Louisa.
- Mrs. Gradgrind, Gradgrinds fru, är sjuklig och klagar ständigt.
- Mr. Sleary, ägaren till cirkusen där Sissys far är engagerad. En snäll man som hjälper både Sissy och Tom när de har besvär.
- Mrs. Pegler, en gammal kvinna som ibland besöker Coketown för att observera Bounderbys egendomar.
- Jane Gradgrind, en yngre syster till Tom och Louisa Gradgrind som spenderar mycket tid med Sissy Jupe. Hon är glad, tillgiven och trots att hon påminner om Louisa så är hon hennes motsats.

## Filmatiseringar
- 1915 - Hard Times, stumfilm i regi av Thomas Bentley.
- 1977 - Hard Times, brittisk miniserie med Patrick Allen som Gradgrind, Timothy West som Bounderby, Rosalie Crutchley som Mrs. Sparsit och Edward Fox som Harthouse.
- 1994 - Hard Times, brittisk miniserie med Bob Peck som Gradgrind, Alan Bates som Bounderby, Dilys Laye som Mrs. Sparsit, Bill Paterson som Stephen, Harriet Walter som Rachael och Richard E. Grant som Harthouse.

### Fotnoter
1. ↑  Matthew Davis (24 december 2012). ”Charles Dickens: My year with four million words of the master” (på engelska). BBC. http://www.bbc.com/news/magazine-20663427. Läst 11 september 2017.